# Point
Et point er en enhed, som bruges til at opgøre resultatet af noget, det kan fx være i spil eller konkurrence.
Eksempler på brug af point:
- Pointløb er en disciplin inden for banecykling, hvor der gives point for de fleste enkelte baneomgange.
- Pointsejr er en sejr i boksning, som vindes på at have fået sat flere slag ind end modstanderen.